# Crypto.com-арена
 «Crypto.com-арена»  (англ. Crypto.com Arena, в 1999—2021 годах — «Стейплс-центр» (англ. Staples Center)) — многофункциональный спортивный комплекс в Лос-Анджелесе (штат Калифорния, США), открытый в 1999 году. Находится рядом с Los Angeles Convention Center. Является местом проведения различных спортивных соревнований и массовых мероприятий.
«Crypto.com-арена» является домашней ареной для команд «Лос-Анджелес Кингз» (НХЛ), «Лос-Анджелес Лейкерс», (НБА) и «Лос-Анджелес Спаркс» (WNBA).

## Архитектура
«Crypto.com-арена» занимает площадь 88 257,9 м2. Размеры арены составляют 28,7 м на 61,0 м. Высота арены — 45,7 м. Вместительность арены составляет 20 000 для концертов, 18 997 для баскетбольных матчей, 18 118 для хоккейных и футбольных матчей.

## История
Строительство арены началось в 1998 году, а закончилось в 1999 году. Стоимость строительства составила $375 миллионов. Открытие состоялось 17 октября 1999 года во время которого состоялось выступление Брюса Спрингстина и E Street Band.
Каждый год в «Crypto.com-арене» проходит более 250 мероприятий, которые посещают около 4 000 000 человек. Со времени строительства, арена принимала 2 Финальных серий НХЛ, 6 Финальных серий НБА, 3 Финальные серии WNBA, чемпионат США по фигурному катанию, Матч всех звёзд НХЛ в 2002 году, Матч всех звёзд НБА в 2004 году, Sony Ericsson Championships с 2002 по 2005 год, первое вручение Latin Grammy Awards в 2000 году, с 2000 года Грэмми (за исключением 2003 года), чемпионат мира по фигурному катанию 2009, Всемирные экстремальные игры с 2003 года, множество различных концертов и боксерских поединков. Этот рекорд был побит во время боя в полусреднем весе между Мосли Шейном и Антонио Маргарито. Посмотреть этот матч собралось 20 820 человек. 
22 января 2006 года игрок «Лос-Анджелес Лейкерс» Коби Брайант в игре против «Торонто Рэпторс» набрал 81 очко. Это второй результат по набранным очкам в одной игре. Рекорд же принадлежит Уилту Чемберлену, набравшему 100 очков в одной игре.
7 июля 2009 года в «Стейплс-центре» проходила публичная мемориальная служба по Майклу Джексону.
В 2012 году арена за 4 дня приняла 6 матчей, по два у «Лейкерс», «Клипперс» и «Кингз». Площадка сначала приняла хоккейный матч, за 6 часов трансформировалась в домашнюю арену «Лейкерз», потом стала домом для «Клипперс», а потом снова стала хоккейной ареной «Кингз».
В октябре 2013 и 2016 годов в «Стейплс-центре» состоялись финалы чемпионата мира по компьютерной игре League of Legends.
17 ноября 2021 года было объявлено о заключении 20-летнего контракта между Anschutz Entertainment Group и Crypto.com на нейминг арены. 25 декабря 2021 года комплекс получил новое название «Crypto.com-арена». Сумма сделки составила $713 млн.

## События

### Рестлинг
Наряду с проведением многих эпизодов Monday Night Raw и SmackDown, «Crypto.com-арена» также принимала следующие PPV-шоу WWE:
- Unforgiven (2002)
- Judgment Day (2004)
- WrestleMania 21
- No Way Out (2007)
- SummerSlam (2009, 2010, 2011, 2012, 2013, 2014)
- Hell in a Cell (2015)
- No Mercy (2017)
- NXT TakeOver: WarGames (2018)
- Survivor Series (2018)
- NXT Stand & Deliver (2023)

## Фильмы
Кинофильмы, снятые в спорткомплексе:
- «Элвин и бурундуки 2», 2009 г.